# Nguyen Thi Tuyet Dung
Nguyen Thi Tuyet Dung   (Binh Luc, 13 de desembre de 1993) és una futbolista vietnamita que juga de migcampista. Va guanyar el premi Vietnamita de la Pilota d'Or del 2014. En un partit del 2015 contra Malàisia, Dung va marcar dos gols directament des dels córners. El primer gol es va marcar amb el peu esquerre i el segon amb el dret. El 2017, Dung va ser nomenada a la llista de les 100 dones de la BBC. Dung va ser la primera atleta vietnamita a la llista de les 100 dones de la BBC.
Va rebre la Pilota d'Or vietnamita del 2014 i 2018, la Pilota de Plata vietnamita del 2015 i del 2017 i la Pilota de Bronze vietnamita del 2019. També va ser la segona classificada a la Medalla d'Honor al Treball del 2022.